# Aster salwinensis
Aster salwinensis là một loài thực vật có hoa trong họ Cúc. Loài này được Onno mô tả khoa học đầu tiên năm 1932.